# Heterospilus stelfoxi
Heterospilus stelfoxi – gatunek błonkówki z rodziny męczelkowatych i podrodziny Doryctinae.
Ciało długości 3 mm. Głowa brązowa z nieco jaśniejszą twarzą, poprzecznie rowkowanymi: czołem i ciemieniem, a skroniami w widoku grzbietowym wąskimi, węższymi niż połowa szerokości oka, opadającymi do wewnątrz za oczami. Czułki z żółtym trzonkiem i brązowym biczykiem. Tułów i metasoma ciemnobrązowe do czarnych. Tułów z ziarenkowanymi płatami śródtarczki oraz gładkim mesopleuronem. Odnóża żółte, z wyjątkiem brązowych ⅔ tylnych ud. Pierwsze tergum metasomy u wierzchołka tak szerokie jak długie, terga II i III o zafalowanym przednim rowku poprzecznym. Pokładełko długości metasomy.
Gatunek znany wyłącznie z Kostaryki.